# Pirates of the Caribbean: Vid världens ände
Pirates of the Caribbean: Vid världens ände är en amerikansk långfilm från 2007. Filmen är den tredje i Pirates of the Caribbean-serien.

## Handling
Will Turner, Elizabeth Swann, kapten Barbossa och besättningen från Svarta Pärlan åker till Singapore som ett led i sitt försök att få tillbaka Kapten Jack Sparrow från de dödas rike ("Davy Jones Locker"). För att lyckas måste de få tag på ett sjökort som visar dem vägen dit och tillbaka. Samtidigt har representanterna för brittiska kungen i Karibien satt press på sjörövare överallt eftersom de har lyckats få tag på det enda sättet att styra havets skräck, Davy Jones och hans skepp, Den flygande Holländaren. När Jack Sparrow blivit fritagen inser han och Barbossa att det enda sättet att förhindra britterna och Davy Jones från att förinta varenda pirat är att samla de nio piratledarna och förena de nio piastrarna för att eventuellt frige havets gudinna Kalypso, något som kan få katastrofala effekter för alla sjöfarare.

## Om filmen
- Filmen hade premiär den 23 maj 2007. Filmen är den tredje i filmserien, de två första är Svarta Pärlans förbannelse och Död mans kista. Den fjärde är I främmande farvatten.
- Vid världens ände kostade 300 miljoner dollar och är därmed den dyraste film som gjorts än så länge.
- Spelades in samtidigt som den andra filmen. Budgeten var uppe i 500 miljoner dollar.[källa behövs]
- Inspelningen började utan manus i början.

## Rollista (i urval)
- Johnny Depp – Kapten Jack Sparrow
- Orlando Bloom – William "Will" Turner
- Keira Knightley – Elizabeth Swann
- Geoffrey Rush – Kapten Hector Barbossa
- Stellan Skarsgård – William "Bootstrap Bill" Turner
- Bill Nighy – Davy Jones
- Jack Davenport – Amiral James Norrington
- Tom Hollander – Lord Cutler Beckett
- Chow Yun Fat – Sao Feng
- Kevin R. McNally – Joshamee Gibbs
- Mackenzie Crook – Ragetti
- Lee Arenberg – Pintel
- Naomie Harris – Tia Dalma/Calypso
- David Bailie – Mr. Cotton
- Martin Klebba – Marty
- Andy Beckwith – Clacker
- Reggie Lee – Tai Huang
- David Schofield – Ian Mercer
- Jonathan Pryce – Guvernör Weatherby Swann
- Keith Richards – Kapten Teague (Jack Sparrows pappa)
- Greg Ellis – Löjtnant Theodore Groves
- Giles New – Murtogg
- Angus Barnett – Mullroy
- Christopher S. Capp – Cottons papegoja (röst)